# Група ТАС
Група «ТАС» — фінансово-промислова група України, заснована 1998 року.

## Загальна інформація
Сфера бізнес-інтересів охоплює:
- фінансовий сектор (банківський та страховий сегменти)
- промислова група
- нерухомість
- венчурні проєкти.

Активи групи керуються компанією «Інвестиційно-Фінансова Група „ТАС“» (ІФГ ТАС). Засновником і основним акціонером Групи та її керуючої компанії є український олігарх Сергій Тігіпко.
Група «ТАС» є однією з найбільших фінансово-промислових груп України. До її складу входять близько сотні компаній, які працюють на території України та країн СНД.

## Історія

### 1998
Заснування групи, створення АКБ «Київ-Приват».

### 2000
Створення ЗАТ ХК «ТЕКО-Дніпрометиз» та СК «ТАС», придбання ЗАТ «Страхова компанія „Приват-Поліс“».

### 2001
Покупка ЗАТ «Сосьєте Женераль Україна» та перейменування в ЗАТ «ТАС-Інвестбанк», перейменування «Київ-Приват» в АКБ «ТАС-Комерцбанк», придбання Міжнародної Страхової Групи та її перейменування в СГ «ТАС», перейменування ЗАТ «Страхова компанія „Приват-Поліс“» в ЗАТ Страхова компанія «ТАС».

### 2003
Придбання пакета акцій ВАТ «Кременчуцький сталеливарний завод» (КСЗ).

### 2004
Придбання пакета акцій ВАТ «Дніпровагонмаш» (ДВМ), ВАТ «Крюківський вагонобудівний завод» (КВБЗ), ТОВ "Асфальтобетонний завод АБ «Столичний», створення «Клініки сімейної медицини ТАС».

### 2005
Входження до складу Групи АКБ «Муніципальний» та перейменування в АБ «ТАС-Бізнесбанк» (нині — «Таскомбанк»).

### 2007
Продаж АКБ «ТАС-Комерцбанк» і «ТАС-Інвестбанк» Міжнародній фінансовій групі «Swedbank».

### 2008
Перейменування АБ «ТАС-Бізнесбанк» в АБ «Бізнес-Стандарт», придбання мережі аптек «Даша», створення ТОВ «Raw-agro» та ТОВ «Перша Українська Міжнародна Лізингова Компанія», реалізація ряду розробницьких проєктів.

### 2019
Група компаній «ТАС» придбала виробника асфальту ПрАТ «Асфальтобетонний завод „Столичний“». Антимонопольний комітет України (АМКУ) рішенням від 13 грудня 2019 року надав дозвіл кіпрській компанії T.A.S. Overseas Investments Limited, основним акціонером якої є Сергій Тігіпко, придбати акції Luregio Limited, що забезпечило перевищення 50 % голосів у вищому органі управління компанії.

### 2024
18 жовтня компанія «Getin Holding» та група компаній «ТАС» уклали угоду щодо купівлі-продажу 100 % акцій «Ідея Банк (Україна)». Вартість угоди складає $34 млн, яка може зрости до $36 млн залежно від податкових зобов’язань на банківський прибуток. Покупцем виступила компанія Alkemi Limited (Кіпр), яка входить до групи «ТАС». Станом на 30 червня 2024 року баланс «Ідея Банку» становив майже $162 млн. Для завершення угоди необхідно отримати дозвіл Антимонопольного комітету України та затвердження угоди Національним банком України. Умови продажу регулюються англійським законодавством та вимогами Варшавської фондової біржі.

## Структура
- Дніпровагонмаш
- Кременчуцький сталеливарний завод
- ТОВ «Старк»
- ТАС Агро
- ТАС-Фарма
- Дніпрометиз
- Кузня на Рибальському
- Полтавахіммаш
- Універсал Банк
- Alkemi Limited (Кіпр)

## Співпраця
Компанії, що входять до групи «ТАС»:
- Східноєвропейська інвестиційна компанія, ТОВ[6]
- «ТАС-Фінанс Консалтинг», ЗАТ
- «Дніпровагонмаш», ВАТ(частково)
- «ТАС-Дніпро», ЗАТ СКдо групи
- «ТАС Ессет Менеджмент»
- «Кременчуцький сталеливарний завод», ВАТ
- «Шхуна», ВАТ ЦКБ
- «ТАС — Клініка сімейної медицини», ВАТ
- «ТАС-Фарма», мережі: Аптека TAS, Аптека КОСМО
- «Камет-ТАС», ВАТ
- «ТЕКО-Дніпрометиз», ЗАТ ХК
- «РуТАС», ТОВ СК
- ПАТ Страхова Компанія «ТАС»
- «Бізнес Стандарт», ВАТ АБ
- ТАС, Банківська холдингова група: ТАСКОМБАНК, Universal Bank
- Страхова група ТАС
- «Капітал Груп», ЗАТ СК
- «Індустріальна», ЗАТ Страхова компанія.

## Конфлікти
Навесні 2018 року, через борг ТОВ «Імперіо-Агро» групі «ТАС», остання почала блокувати склади агрохолдингу. В результаті конфлікту між банком і компанією, серйозно постраждали агропідприємства, що законтрактувалися на купівлю матеріально-технічних ресурсів і чия продукція перебуває на складах «Імперії-Агро», внаслідок чого під зривом опинилася посівна.